# Chambre des représentants (Bosnie-et-Herzégovine)
Cet article concerne la chambre basse du Parlement de la fédération de Bosnie-et-Herzégovine, une entité politique de Bosnie-Herzégovine. Pour la chambre basse de l'Assemblée parlementaire de Bosnie-Herzégovine, voir Chambre des représentants de Bosnie-Herzégovine.
Pour les autres articles nationaux ou selon les autres juridictions, voir Chambre des représentants.
VIIIe législature
Bâtiment du Parlement
La Chambre des représentants (en bosnien : Predstavnički Dom ; en croate : Zastupnički Dom ; en serbe : Predstavnički Dom en serbe en écriture cyrillique : Представнички Дом) est la chambre basse du Parlement de la fédération de Bosnie-et-Herzégovine, l'une des deux entités fédératives de la Bosnie-Herzégovine.
Elle est composée de 98 membres élus au scrutin proportionnel plurinominal pour quatre ans. Elle siège à Sarajevo, la capitale de l'entité.

## Histoire
La Chambre des représentants est issue de la Constitution de la fédération de Bosnie-et-Herzégovine. Ce texte fondamental est adopté par l'Assemblée constituante de la fédération de Bosnie-et-Herzégovine, le 30 mars 1994, peu après la signature de l'accord de Washington qui établit un cessez-le-feu entre les Croates de Bosnie-Herzégovine et la république de Bosnie-Herzégovine.

## Système électoral
La Chambre des représentants est composée de 98 sièges pourvus tous les quatre ans au scrutin proportionnel plurinominal, avec un seuil électoral de 3%. Sur ce total, 73 députés sont élus dans six circonscription électorale plurinominales tandis que les 25 restants, dits de compensation, sont répartis aux différents partis selon leurs résultats au niveau national pour assurer une meilleure proportionnalité. Chaque entité ethnique de la Bosnie-et-Herzégovine doit être représentée par au moins quatre membres à la chambre.